# Acacia tetragonophylla
Acacia tetragonophylla é uma espécie de leguminosa do gênero Acacia, pertencente à família Fabaceae. Ela é endêmica às regiões áridas e semi-áridas da Austrália.